# Hygrochroa lescamia
Hygrochroa lescamia är en fjärilsart som beskrevs av Dyar 1912. Hygrochroa lescamia ingår i släktet Hygrochroa och familjen silkesspinnare. Inga underarter finns listade i Catalogue of Life.